# El Niño-Oscilación del Sur

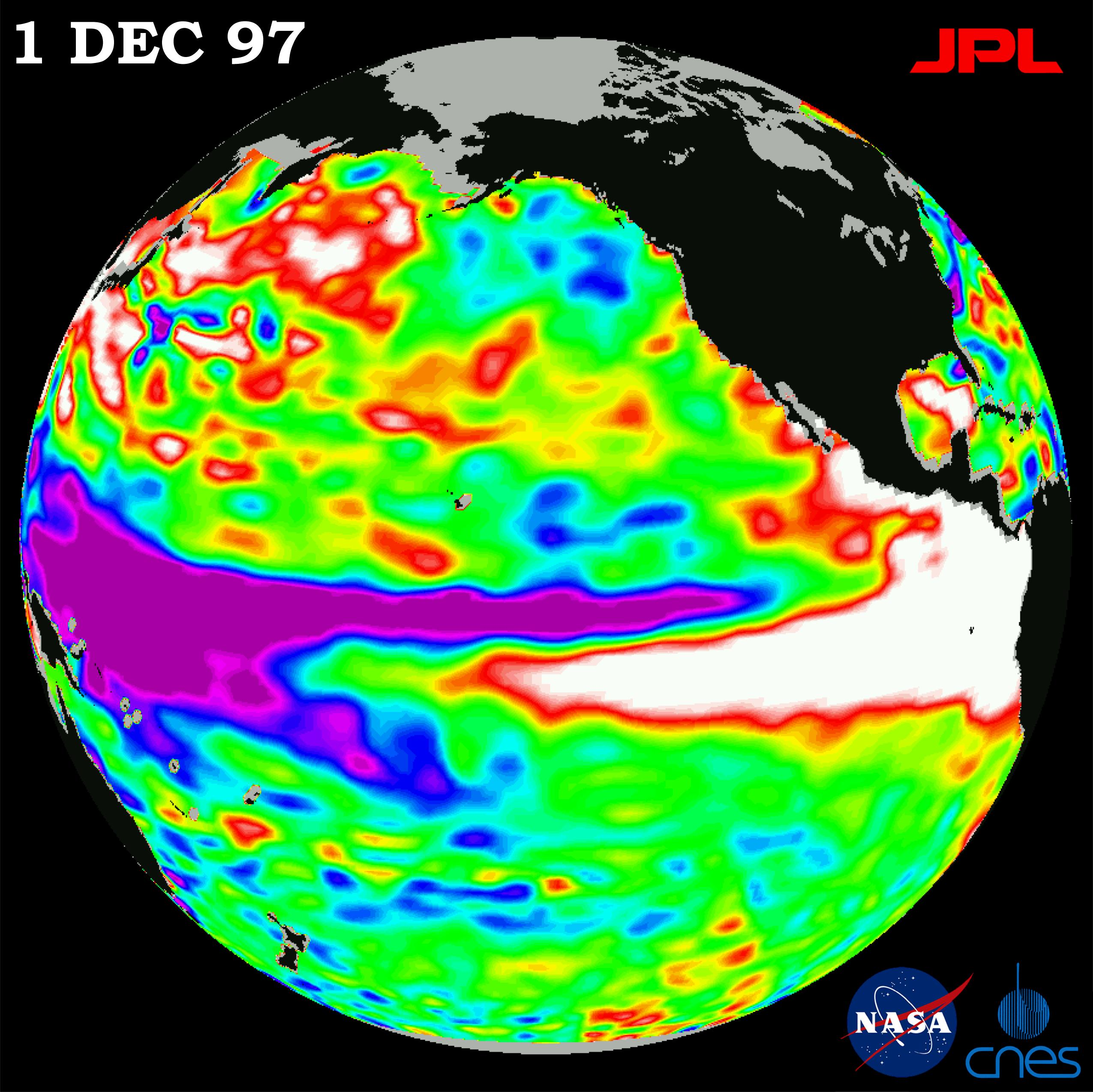
Mapa del nivel del mar durante el evento de El Niño más intenso del, medido el 1° de diciembre de 1997. En las zonas blancas, donde hay calentamiento anómalo, se indica una elevación del nivel del mar de 14 a 32 centímetros por encima de lo normal; y las zonas púrpuras indican un descenso de la superficie en al menos 18 cm. En verde se muestra condiciones normales.

El Niño-Oscilación del Sur, ENOS o ENSO (inglés), es un patrón climático que consiste en la oscilación de los parámetros meteorológicos del Pacífico ecuatorial cada cierto número de años. Presenta dos fases opuestas, una de calentamiento y lluvias en el Pacífico oriental conocido como el fenómeno de El Niño y la otra fase de enfriamiento llamada La Niña. Esta oscilación de la temperatura es oceánica y atmosférica, y está a su vez relacionada con el fenómeno atmosférico denominado Oscilación del Sur, el cual consiste en una oscilación de la presión atmosférica en el Pacífico occidental. La relación o acoplamiento entre estos fenómenos trae grandes consecuencias climáticas en gran parte del mundo.

## Historia
Charles Todd, en 1888, sugirió que las sequías en India y en Australia tendían a ocurrir al mismo tiempo; Norman Lockyer notó lo mismo en 1904. Se identificó una conexión en Perú entre las lluvias e inundaciones de 1891 con el calor que trajo la llamada corriente del Niño y la irrupción de los vientos alisios del norte por Víctor Eguiguren Escudero (1852–1919) y de 1895 por Federico Alfonso Pezet (1859–1929). En 1924, Gilbert Walker (por quien la circulación Walker se nombró) acuñó el término "Oscilación Sur". Él y otros (incluyendo al meteorólogo noruego-estadounidense Jacob Bjerknes) se acreditan en haber identificado el efecto El Niño.
Jacob Bjerknes postuló en 1969 que El Niño está normalmente relacionado con la Oscilación del Sur, ya que está presente una relación física entre la fase de alta presión anómala en el Pacífico occidental, con la fase de calentamiento poco frecuente del Pacífico oriental, lo que va acompañado con un debilitamiento de los vientos alisios del este; por lo que la baja presión del Pacífico occidental se vincula con un enfriamiento del Pacífico oriental (fenómeno de La Niña), con el fortalecimiento de los vientos del este.

## Desarrollo

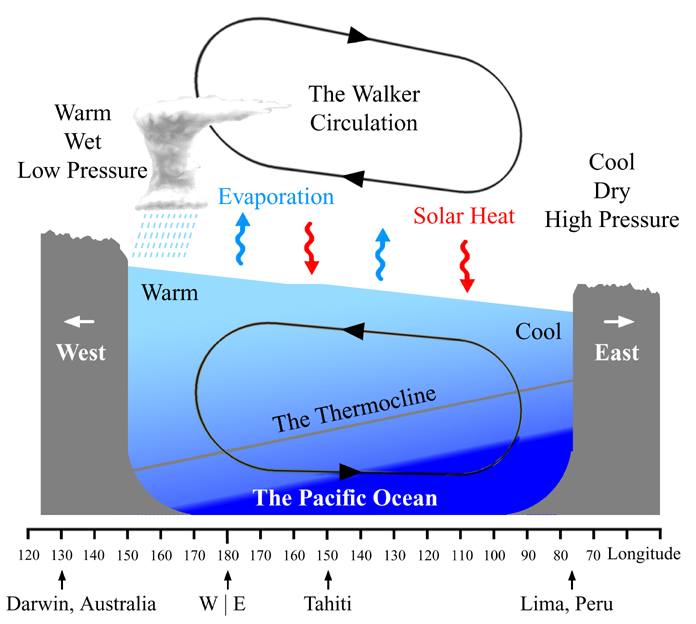
Desarrollo de la célula de Walker durante un evento de La Niña.

ENOS constituye  un patrón climático cíclico, pero no periódico; es cíclico porque presenta dos fases, la fase cálida corresponde a El Niño, y la fase fría a La Niña, pero no es periódico porque estas fases no se presentan con una frecuencia determinada regular, aunque se da cada cierto número de años. Las dos fases se relacionan con la célula de Walker, descubierta por Gilbert Walker a principios del siglo XX. La circulación atmosférica de Walker es causada por la fuerza del gradiente de presión que resulta de un sistema de alta presión sobre el Océano Pacífico oriental y un sistema de baja presión sobre Melanesia. Cuando la circulación de Walker se debilita o se invierte, se produce un fenómeno de El Niño, que hace que la superficie del océano sea más cálida que el promedio, ya que el surgimiento de agua fría se retrae o anula. Una circulación especialmente fuerte de Walker es causa de La Niña, lo que da como resultado temperaturas marinas más frías debido al aumento de la afloración.

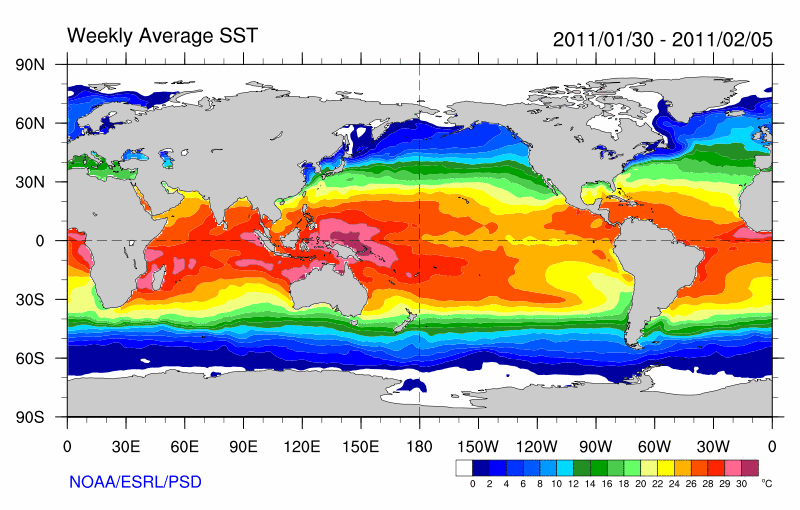
Mapa global de la temperatura media durante La Niña de febrero de 2011. Obsérvese el rol de la piscina caliente en el Pacífico Occidental.

Por otro lado, la rotación de la Tierra produce el efecto Coriolis, produciendo que se acumule más calor en el Pacífico occidental, formando la conocida "piscina caliente" especialmente entre las regiones de Melanesia y Micronesia, donde las aguas superan los 30 °C. Este calor se propaga hacia el oeste mediante las ondas de Rossby ecuatoriales, las cuales son lineales, atmosféricas y oceánicas. La fuerza que equilibra al efecto Coriolis/Rossby es la onda Kelvin, la cual tiene un desplazamiento lineal (es una onda longitudinal), no dispersiva; y va hacia el este sobre el ecuador terrestre, es decir, en contra de la corriente ecuatorial del Sur. Cuando la onda Kelvin ecuatorial llega a Sudamérica (Ecuador), se desvía principalmente al sur en dirección a la costa peruana y siguiendo el trayecto de la corriente de Humboldt; lo que constituye la onda Kelvin costera. Las ondas Kelvin están relacionadas con el debilitamiento de los vientos alisios medios, los cuales desequilibran la pendiente de isopicnas.

## Intensidad

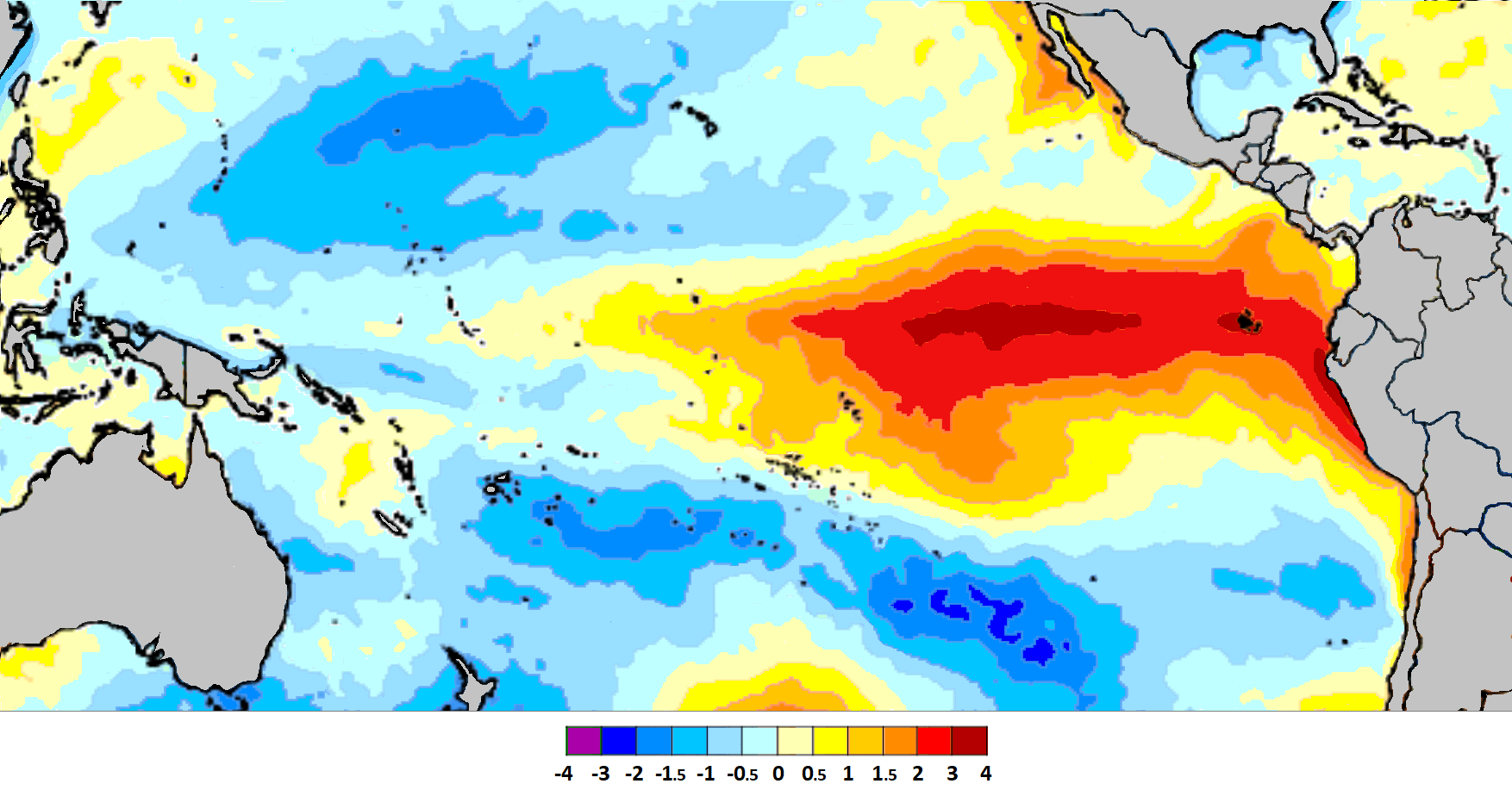
Mapa de las temperaturas anómalas de la superficie oceánica durante la máxima expansión del evento de El Niño 1982-83 en enero de 1983.

Para medir la intensidad de un evento climático relacionado con ENOS, se toma en cuenta las mediciones de temperatura anómalas, que medidas en área geográfica determinada constituyen el índice correspondiente. Se usa las siguientes calificaciones:
- De 0 a 0.5 °C, se considera que las condiciones climáticas son normales.
- De 0.5 a 1 °C, se considera que un evento es "débil", si es cálido será un evento de El Niño y si es enfriamiento será de La Niña.
- De 1 a 1.5 °C, se trata de un evento moderado.
- De 1.5 a 2 °C, será un evento fuerte.
- Mayor o igual a 2 °C, el evento se califica como "muy fuerte". En el caso de El Niño, también se denomina Meganiño, Superniño o Niño extraordinario, y tiene graves consecuencias sobre la región por la producción excesiva de lluvias.

Para calificar un evento, las medidas anómalas deben alcanzar los rangos durante al menos un lapso de tres meses.

## Regiones Niño

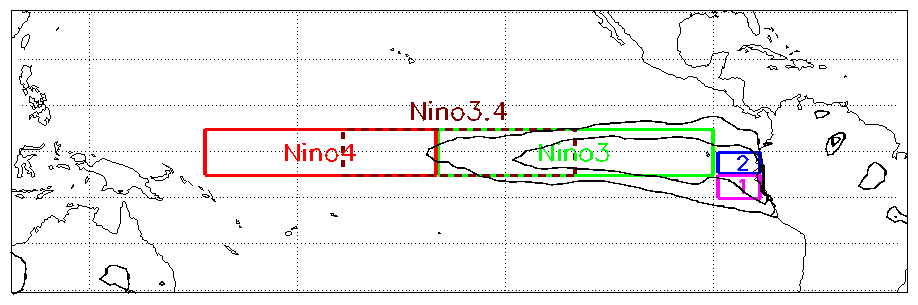
Regiones Niño y su comparación con El Niño de 1997.

Para una medición estandarizada y más precisa, se ha dividido al Pacífico ecuatorial en las siguientes regiones Niño:
- Regiones oceánicas: De su medición se deduce la presencia de El niño o La Niña propiamente dichos, o más específicamente de El Niño o La Niña globales.
  - Niño 4: Región localizada en el Pacífico ecuatorial centro-occidental que está delimitada por los meridianos 150°O a 160°E y los paralelos 5°N a 5°S, por lo que se sitúa en Polinesia, parte de Micronesia e incluye la línea de cambio de fecha.
  - Niño 3: En el Pacífico ecuatorial centro-oriental que está delimitada por los meridianos 90°O - 150°O y los paralelos 5°N – 5°S, por lo que es una región mayormente deshabitada.
  - Niño 3.4: Situada en el Pacífico ecuatorial central, está formada por parte de Niño 3 y Niño 4, delimitándose por 120°O - 170°O y 5°N - 5°S.

- Regiones costeras: Situadas en aguas próximas a la costa sudamericana, justo al sur de la línea ecuatorial. De su medición se deduce la presencia del Niño costero o de la Niña costera.
  - Niño 2: Región localizada en el Pacífico ecuatorial oriental costero que está delimitada por los meridianos 80°O - 90°O y los paralelos 0° - 5°S, por lo que se sitúa entre las islas Galápagos y Ecuador.
  - Niño 1: En el mar frente a las costas del norte de Perú y delimitada por 80°O - 90°O y 5°S - 10°S.
  - Niño 1+2: Es la sumatoria de las regiones Niño 1 y Niño 2.

## Índices de medición

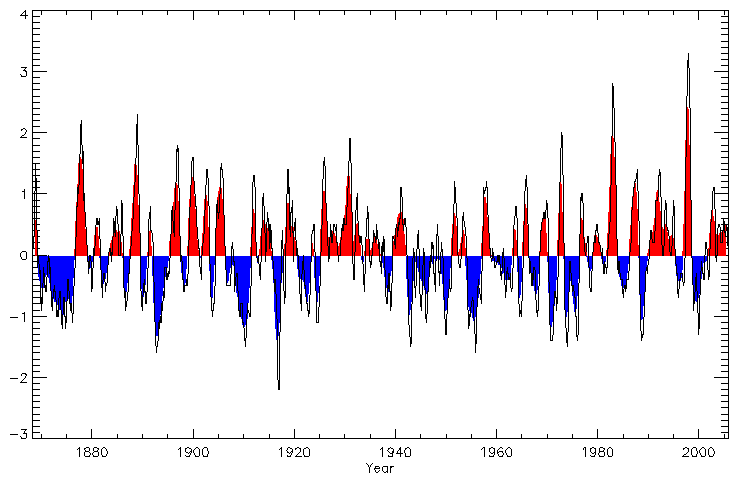
Índice oceánico del Niño desde 1868 hasta 2006, calculado por la Agencia Meteorológica del Japón.

- ONI: Es el "Índice del Niño Oceánico (Oceanic Niño Index), el cual está basado en la medición promedio de la temperatura de la superficie del mar (TSM) de la región Niño 3.4 (región oceánica).[11] Es el índice más usado para la medición de El Niño-Oscilación del Sur por su influencia sobre el clima global.
- ICEN: Es el "Índice Costero El Niño”, el cual está basado en la medición térmica de la región Niño 1.2 (región costera). Fue definido por el Comité ENFEN con la finalidad de identificar la ocurrencia y magnitud del Niño costero y la Niña costera frente al litoral peruano.[12]
- SOI: Es el "Índice  de oscilación sur" (Southern Oscillation Index) está basado en la medición de la Oscilación del Sur, la cual presenta reportes desde 1876 de las variaciones de la presión atmosférica entre la Polinesia francesa y el norte de Australia.[13]

## Variantes

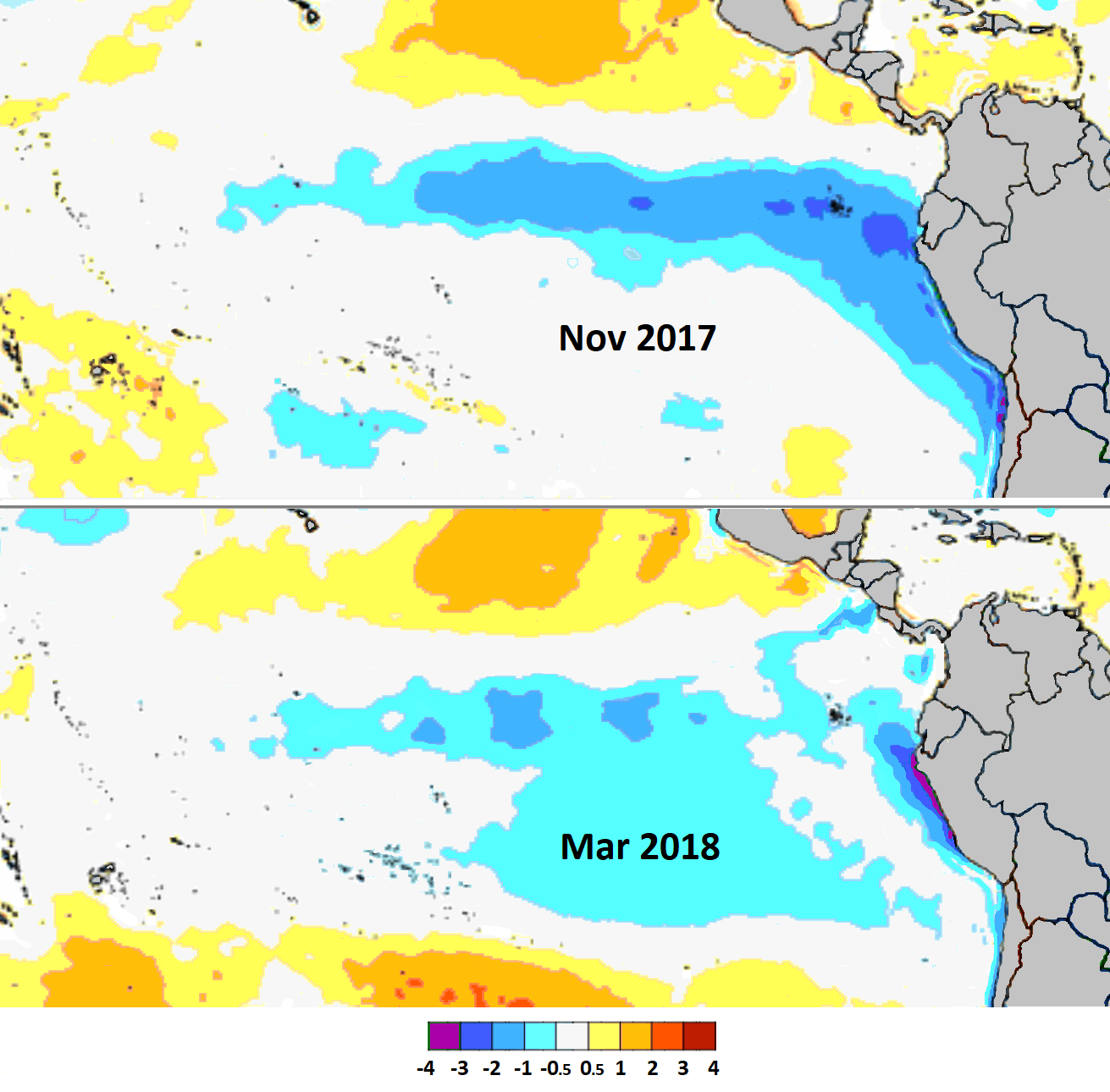
Evento de La Niña de 2017-18. Máximo desarrollo (Niña global) en noviembre de 2017 y máxima intensidad en el litoral (Niña costera) en marzo de 2018.

El patrón ENOS, al tratarse de una oscilación entre la presión atmosférica entre el Pacífico oriental y el occidental, se manifiesta principalmente en variaciones importantes de la temperatura en las diferentes regiones Niño; pudiendo producirse algunos de los siguientes eventos:
- Eventos globales: El patrón ENOS global,[14] también llamado ENOS tradicional o canónico, implica que un evento ocurre en todas las regiones Niño (1, 2, 3 y 4) por lo que afecta la temperatura del Pacífico ecuatorial central, pero en especial el oriental, por lo que también se le llama ENOS del Pacífico oriental (EP-ENSO en inglés).[15] Si un evento es muy intenso, afecta el clima a escala global, sintiéndose efectos climáticos de diverso tipo en la mayor parte del continente americano desde Alaska hasta Chile, también en la mayor parte de Oceanía, en India, Sudeste de Asia, e incluso en Japón y Sudeste de África.[16]
- Eventos modoki: Ocurre en las regiones Niño 3 y 4, por lo que no alcanza a las regiones costeras, es decir, la región Niño 1.2 presenta simultáneamente condiciones neutras u opuestas en relación con la región 3.4. En japonés, modoki significa  "similar, pero diferente" y da lugar al desarrollo de un Niño modoki o Niña modoki.[17] También se le llama ENOS del Pacífico central (CP-ENSO en inglés) o ENOS de la Línea de fecha (por situarse en la Línea internacional de cambio de fecha).
- Eventos costeros: Ocurre en las regiones Niño 1 y 2 que corresponden al Pacífico oriental costero, por lo que se manifiesta en el mar de Perú y Ecuador. Da lugar al desarrollo de los eventos del Niño costero y la Niña costera.[18] Estos eventos costeros no estarían directamente relacionados con la Oscilación del Sur, sin embargo, un evento costero suele presentarse al inicio y/o al final de un evento global; por ejemplo, el Niño costero de 1925 precedió al Niño global de 1925-26, mientras que el Niño costero de 2017 sucedió al Niño global de 2014-16.

Mapa animado de las temperaturas anómalas del Pacífico ecuatorial durante El Niño de 1997-98, seguido por un evento de La Niña.

Como ejemplo de estas variantes, se puede observar que en el evento de El Niño de 1997-98 de gran envergadura (ver mapa animado adjunto), empezó como un Niño costero débil en abril de 1997 que pasa luego a muy fuerte en mayo; El Niño fue creciendo hacia el oeste hasta definirse un Niño global muy fuerte en agosto del mismo año que duró hasta enero de 1998; seguidamente, en junio de 1998 El Niño va desvaneciéndose a manera de un Niño costero fuerte, mientras que al mismo tiempo aparece una Niña modoki de débil a fuerte. Finalmente, para agosto del mismo año El Niño está extinguido y se ha establecido una Niña modoki muy fuerte en la región oceánica Niño 3.4.